# Aedes pseudoniveus
Aedes pseudoniveus é um espécie de mosquito do Género Aedes, pertencente à família Culicidae.